# Henryk Kowalczyk
assinatura
Henryk Kowalczyk (Żabianka; 15 de Julho de 1956 — ) é um político da Polónia. Ele foi eleito para a Sejm em 25 de Setembro de 2005 com 7211 votos em 18 no distrito de Siedlce, candidato pelas listas do partido Prawo i Sprawiedliwość.